# 馬什菲爾德 (麻薩諸塞州普查規定居民點)
馬什菲爾德（英語：Marshfield）是位於美國麻薩諸塞州普利茅斯縣的一個普查規定居民點。

## 人口
根據2020年美國人口普查的數據，馬什菲爾德的面積為13.28平方千米，當中陸地面積為13.08平方千米，而水域面積為0.20平方千米。當地共有人口4653人，而人口密度為每平方千米350.38人。